# ジェファーソン・プールズ
| ジェファーソン・プールズ（左: 男湯、右: 女湯） |  | ジェファーソン・プールズ（左: 男湯、右: 女湯） |
| ジェファーソン・プールズ（左: 男湯、右: 女湯） |  |                                                |

ジェファーソン・プールズ (Jefferson Pools) は、アメリカ合衆国バージニア州西部、アパラチア山中の集落ウォームスプリングスの近くに立地する温泉施設（バスハウス）。
ウォームスプリングス・バスハウジズ (Warm Springs Bathhouses) という名で1969年10月8日、国家歴史登録財に指定された。また、ウォームスプリングス・プールズ (Warm Springs Pools) とも呼ばれる。現在では、南西約8kmのホットスプリングスに立地する高級リゾート、ホームステッドの所有になっている。
バスハウスは2軒あり、それぞれ男湯と女湯になっている。男湯は上から見ると正八角形をした木造の建物で、1761年に建てられた、全米最古の温泉施設である。1818年、トーマス・ジェファーソンはこの地で3週間を過ごし、その間は1日3回このバスハウスに通った。女湯はその後、1836年に建てられた。これらのバスハウスには、源泉温度摂氏37度（華氏98度）の天然の温泉がかけ流されている。 